# جامعة مينيسوتا دولوث
جامعة مينيسوتا دولوث (UMD) هي جامعة عامة في دولوث ، مينيسوتا. إنه جزء من نظام جامعة مينيسوتا ويقدم 16 درجة بكالوريوس في 87 تخصص، وبرامج دراسات عليا في 25 مجالًا مختلفًا، وبرنامجًا مدته سنتان في كلية الطب وبرنامج كلية الصيدلة لمدة أربع سنوات.

## التاريخ

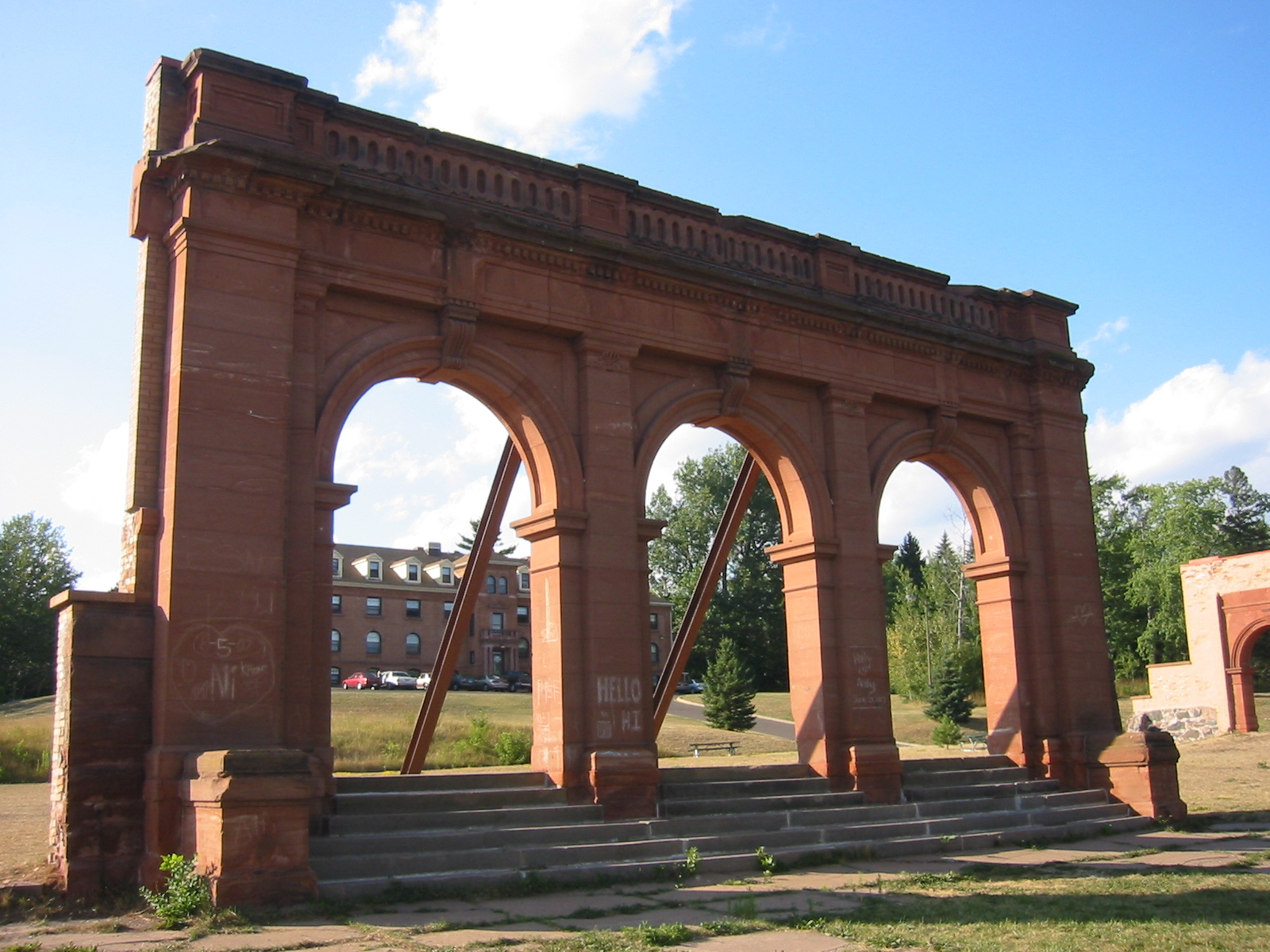
الواجهة المحفوظة لمدرسة دولوث العادية. ثلاثة مبان موجودة في هذا الحرم الجامعي هي الآن جزء من جامعة مينيسوتا دولوث.

### التاريخ المبكر والخطط لمدرسة دولوث العادية
على الرغم من أن جامعة مينيسوتا دولوث لم تظهر رسميًا حتى عام 1947، فقد تم وضع خطط إنشاء كلية في منطقة دولوث لأول مرة في تسعينيات القرن التاسع عشر. خطط المجلس التشريعي للولاية لمدرسة تعليمية للنساء (يشار إليها فيما بعد بالمدرسة العادية)  وفي عام 1895 وافقوا على مشروع قانون يجيز المدرسة الحكومية العادية في دولوث. في عام 1896، تبرعت مدينة دولوث بـ 6 أكر (2.4 ها) من الأرض لتكون بمثابة أساس للمدرسة، وقدم المجلس التشريعي للولاية أموالًا إضافية لتكاليف تشييد المبنى الرئيسي في عام 1899، والذي تم بناؤه عام 1900. في فبراير 1901، تسبب حريق في أضرار جسيمة للمدرسة وفي العام التالي، أعيد بناء المدرسة.

### افتتاح كلية دولوث للمعلمين
في أبريل 1901، تم تعيين يوجين دبليو بوهانون  رئيسًا لمدرسة دولوث العادية. في عام 1902 فتحت المدرسة لأول مرة للتسجيل. جاء الطلاب الأوائل، وجميعهم من النساء، إلى المدرسة ليتم تدريبهم للحصول على شهادة في التربية. بحلول عام 1903، تلقت أول سبع نساء شهاداتهن من المدرسة الحكومية العادية في دولوث. غيرت المؤسسة الأسماء إلى مدرسة دولوث العادية أو مدرسة دولوث العادية عام 1905. في عام 1906، تم افتتاح أول مهاجع كلف بناء المدرسة حوالي 35000 دولار. عرضت الغرفة والطعام بتكلفة تتراوح بين أربعة عشر وخمسة عشر دولارًا في الشهر. على مدار السنوات القليلة التالية، تمت إضافة المزيد من المهاجع وجناحين جديدين وقاعة احتفالات إلى المدرسة. تم وضع المتطلبات، مثل الحصول على شهادة الدراسة الثانوية. الطلاب الذين وقعوا على تعهد بالتدريس بعد التخرج حضروا مجانًا؛ طُلب من الآخرين دفع 30 دولارًا سنويًا.
تصف نشرة 1906 للمدرسة الحكومية العادية في ذلك الوقت:
المبنى حديث تمامًا في البناء والمعدات. يقع في واحدة من أكثر مناطق المدينة جاذبية، ويطل على مياه بحيرة سوبيريور من ارتفاع يزيد عن ثلاثمائة قدم. المعامل كبيرة ومرتبة بشكل جيد. الأثاث والأجهزة جديدة وممتازة من كل النواحي. تمثل المعدات الحالية للعديد من المعامل نفقات لا تقل عن 7500 دولار أمريكي، وهي مناسبة تمامًا لاحتياجات المدرسة. تم تجهيز غرفة كبيرة ومضاءة جيدًا للتدريب اليدوي. مزود بعشرين مقعدًا من الطراز الأكثر اعتمادًا وجميع الأدوات والأدوات اللازمة.
كان الالتحاق لعام 1903 هو 127، وبحلول عام 1906 زاد إلى 202. تم الحفاظ على مدرسة نموذجية مع روضة أطفال حتى الصف الثامن من أجل "ممارسة التدريس". ذكرت نشرة 1906، "عند افتتاح المدرسة قبل أربع سنوات، كان من المشكوك فيه إلى حد ما ما إذا كان عدد الأطفال الذين سيحضرون كافياً لتشكيل مدرسة نموذجية بأي معنى مناسب. كانت هناك حاجة إلى ثلاثة معلمين فقط لتولي مسؤولية التلاميذ في ذلك الوقت، بينما هناك حاجة لخمسة الآن وعدد الأطفال الذين يسعون للقبول يتجاوز بكثير الحد المحدد للصفوف المتعددة.
في عام 1921، تم تغيير اسم المدرسة العادية الحكومية في دولوث إلى كلية دولوث للمعلمين  أو DSTC. سمح التغيير في الحالة بإضافة درجات البكالوريوس وبرامج الدرجات لمدة أربع سنوات إلى المدرسة. نشرت الكلية كتابًا سنويًا، The Chronicle ، وتبحث في المنشور العديد من الصفحات المخصصة للأحداث اللامنهجية وصور الطلاب عن حياة الحرم الجامعي التي تشير إلى أن الطلاب استمتعوا بالعديد من الأنشطة خارج نطاق عملهم اليومي في الفصل.
في عام 1929 أصبحت المدرسة مختلطة، وتم إنشاء الفرق الرياضية الأولى، بما في ذلك الهوكي وكرة القدم وكرة السلة. بحلول عام 1937، دعم المجتمع رفع DSTC إلى حرم جامعي تابع لجامعة مينيسوتا.
في عام 1985، تم إدراج المباني الأربعة الباقية من مدرسة الدولة العادية في دولوث، والتي تتكون من المبنى الرئيسي وقاعة واشبورن وقاعة تورانس والمدرسة النموذجية، في السجل الوطني للأماكن التاريخية. تم إدراج منطقة Duluth State Normal School التاريخية لأهميتها على مستوى الولاية في موضوعات الهندسة المعمارية والتعليم. تم ترشيحه باعتباره حرم المدرسة العادي الأكثر سلامة في ولاية مينيسوتا، ولهندسة الفنون الجميلة في المبنى الرئيسي. لكن حريقًا في عام 1993 أدى إلى تحويل المبنى الرئيسي إلى بقايا قائمة بذاتها.

### تأسيس جامعة مينيسوتا دولوث
مع زيادة التسجيل في حرم جامعة مينيسوتا في المدن التوأم في الأربعينيات من القرن الماضي، بدأ قادة التعليم العالي في مناقشة كيفية معالجة الاكتظاظ في الحرم الجامعي لمنح الأراضي التابع للولاية. خلال هذا الوقت، شكل قادة المدينة ومشرعو الولاية في المنطقة خطة للدعوة إلى إنشاء فرع لجامعة مينيسوتا في مدينة دولوث. بعد جهود ضغط كبيرة، تمت صياغة مشروع قانون وتقديمه إلى الهيئة التشريعية التي من شأنها أن تأخذ بدلاً من ذلك كلية Duluth State Teachers College ، وتزيلها من نظام Minnesota State Teachers College وإنشاء فرع لجامعة مينيسوتا في عام 1947. أقرت الهيئة التشريعية القانون بفارق ضئيل وبدأ زواج جامعة مينيسوتا بكلية المعلمين بولاية دولوث. في هذا الوقت تم إنشاء جامعة مينيسوتا دولوث.
كانت هذه الأحداث مهمة على مستوى الولاية حيث تم إعطاء الأفضلية لكلية Duluth State Teachers College فوق كل كلية معلمي الولاية الأخرى في 6 مناطق أخرى من الولاية ليتم ترقيتها إلى حالة «جامعة». أدت هذه الأحداث في وقت لاحق إلى الخلاف، مع تنظيم جنوب مينيسوتا لطلب جامعتها الخاصة في 1963-1967 كجزء من الجهود المبذولة لجعل كلية مانكاتو للمعلمين في جامعة بحثية تسمى جامعة جنوب مينيسوتا أو جامعة ولاية مينيسوتا. لن يُسمح للآخرين بتطوير مناهج شاملة والتوسع كجامعات كاملة حتى 1975-1976. خلال هذه السنوات الأولى، كانت جامعة مينيسوتا دولوث تعتبر بشكل مباشر جزءًا من جامعة مينيسوتا، وليست مؤسسة مستقلة.

### التاريخ الحديث
أثبتت جامعة مينيسوتا دولوث وجودها في عدد من مجالات البحث بما في ذلك علوم المحيطات والبحار والمياه العذبة. إنها جامعة المنح البحرية الأساسية لولاية مينيسوتا وتدير مكاتب برنامج Minnesota Sea Grant Program في الحرم الجامعي. بالإضافة إلى ذلك، في عام 1972، تم تأسيس كلية الطب لمدة عامين في الجامعة لتوفير أول عامين من التعليم الطبي في بيئة حضرية وريفية صغيرة. تمت إعادة تنظيم كلية الطب في عام 2000 لتكون مكونًا مباشرًا لكلية الطب بجامعة مينيسوتا من حرم المدن التوأم وتعمل الآن بشكل شبه مستقل عن جامعة مينيسوتا دولوث.
اليوم، تقوم الجامعة الآن بتعليم هيئة طلابية متوسطة الحجم من طلاب 11,000 الأوائل كل عام وتجتذب الطلاب بشكل أساسي من مناطق Twin Ports و Twin Cities.

## الحرم الجامعي
يتكون حرم جامعة UMD من أكثر من 50 مبنى على 244 أكر (99 ها) تطل على بحيرة سوبيريور. ترتبط معظم مباني UMD عن طريق الالتقاء أو الممرات. UMD هي أيضًا موطن لمتحف تويد للفنون، و Marshall W. Alworth Planetarium ، و Weber Music Hall ، ومركز مارشال للفنون المسرحية. تشمل مرافق UMD الأخرى Glensheen Historic Estate ،  مدرسة تشيستر بارك التي تضم مينيسوتا سي غرانت وعيادة النطق واللغة للسمع، ومعهد أبحاث الموارد الطبيعية، ومركز البحوث والدراسات الميدانية، والحرم الجامعي الذي يضم مرصد البحيرات الكبيرة.
قامت UMD بتوسيع مرافقها بشكل كبير بدءًا من عام 2000 مع الانتهاء من مكتبة كاثرين أ.مارتن. تشمل المباني الحديثة الإضافية ويبر ميوزيك هول (2002)، كيربي بلازا (2004)، جيمس آي سوينسون ساينس بيلدينغ (2005)، إضافة مركز الرياضة والصحة (2006)، تجديد علوم الحياة (2006)، مدرسة Labovitz للأعمال والاقتصاد (2008)، قاعة باجلي البيئية (2009)، مبنى الهندسة المدنية (2010)  ومبنى هيكلا للكيمياء وعلوم المواد المتقدمة (HCAMS) (2019).
جاء فن جديد في الحرم الجامعي مع تشييد المباني الجديدة. يجب أن تمتثل جميع مشاريع المباني العامة الجديدة في مينيسوتا لقانون الولاية «نسبة واحد في المائة للفنون»، الذي أقرته الهيئة التشريعية للولاية في عام 1984، والذي ينص على أن جميع هذه المشاريع في ولاية مينيسوتا التي تكلف أكثر من 500000 دولار يجب أن تخصص على الأقل 1٪ من إجمالي ميزانية البناء. نحو دمج الفن العام في الأماكن العامة لهذا المبنى. تم تخصيص ما يزيد قليلاً عن 1 ٪ من تكاليف بناء المكتبة البالغة 28 مليون دولار لشراء وتركيب تمثال زجاجي من Dale Chihuly يتدلى من سقف بهو المكتبة المكون من طابقين. 89 قدم (27 م) يشير النحت الخارجي المجاور لمبنى سوينسون للعلوم إلى عناصر من ثقافة أوجيبوي الأمريكية الأصلية المحيطة بدولوث. التمثال، «وايلد ريزينج مون»، صممه جون ديفيد موني  ويمثل حصاد الأرز البري التقليدي.

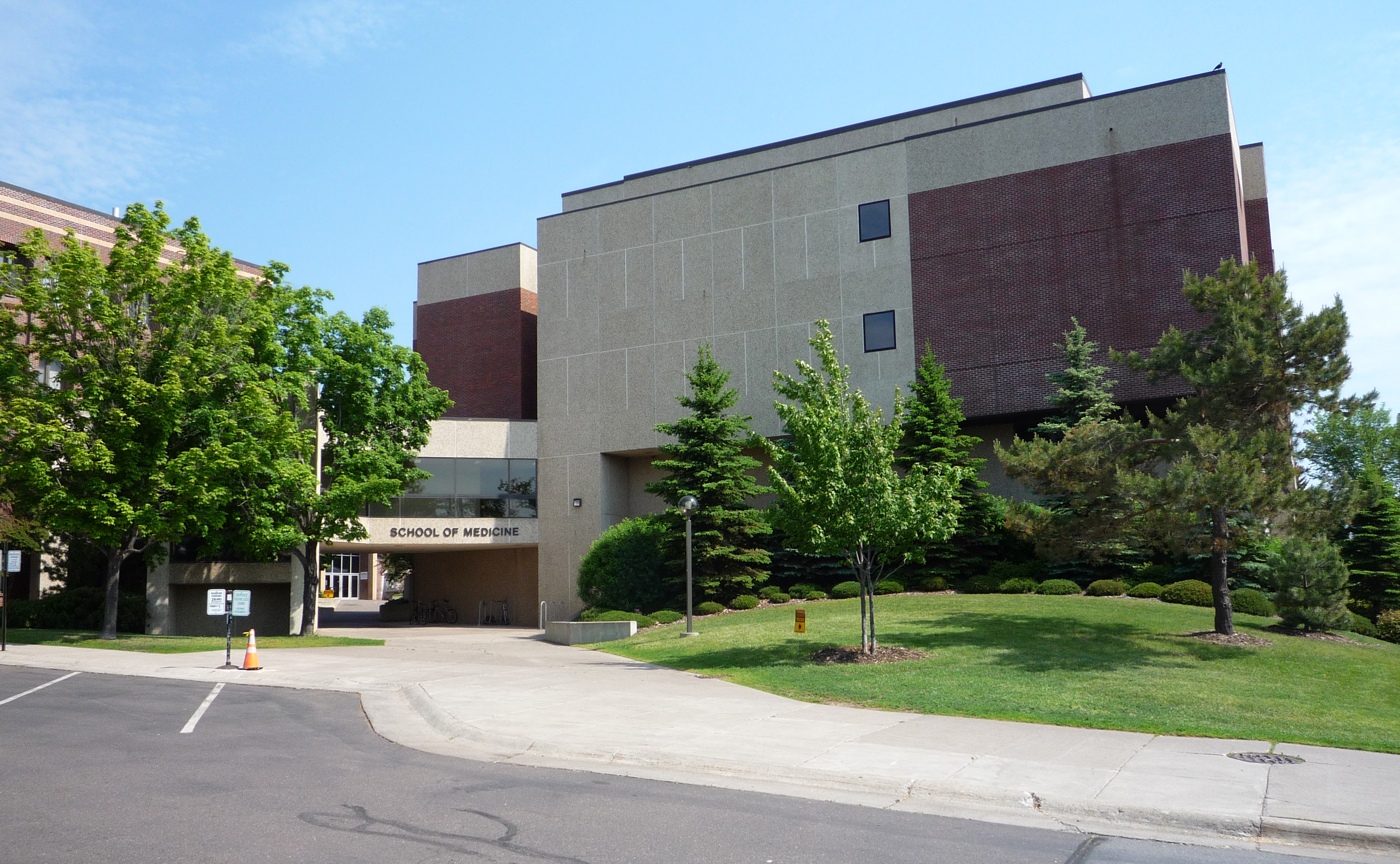
مدرسة الطب

الكليات والمدارس في جامعة مينيسوتا دولوث هي:
- كلية التربية ومهن الخدمة الإنسانية
- كلية الآداب
- مدرسة لابوفيتز للأعمال والاقتصاد
- مدرسة الفنون الجميلة
- كلية سوينسون للعلوم والهندسة
- التخرج من المدرسة
- كلية الطب [38]
- كلية الصيدلة

## المباني

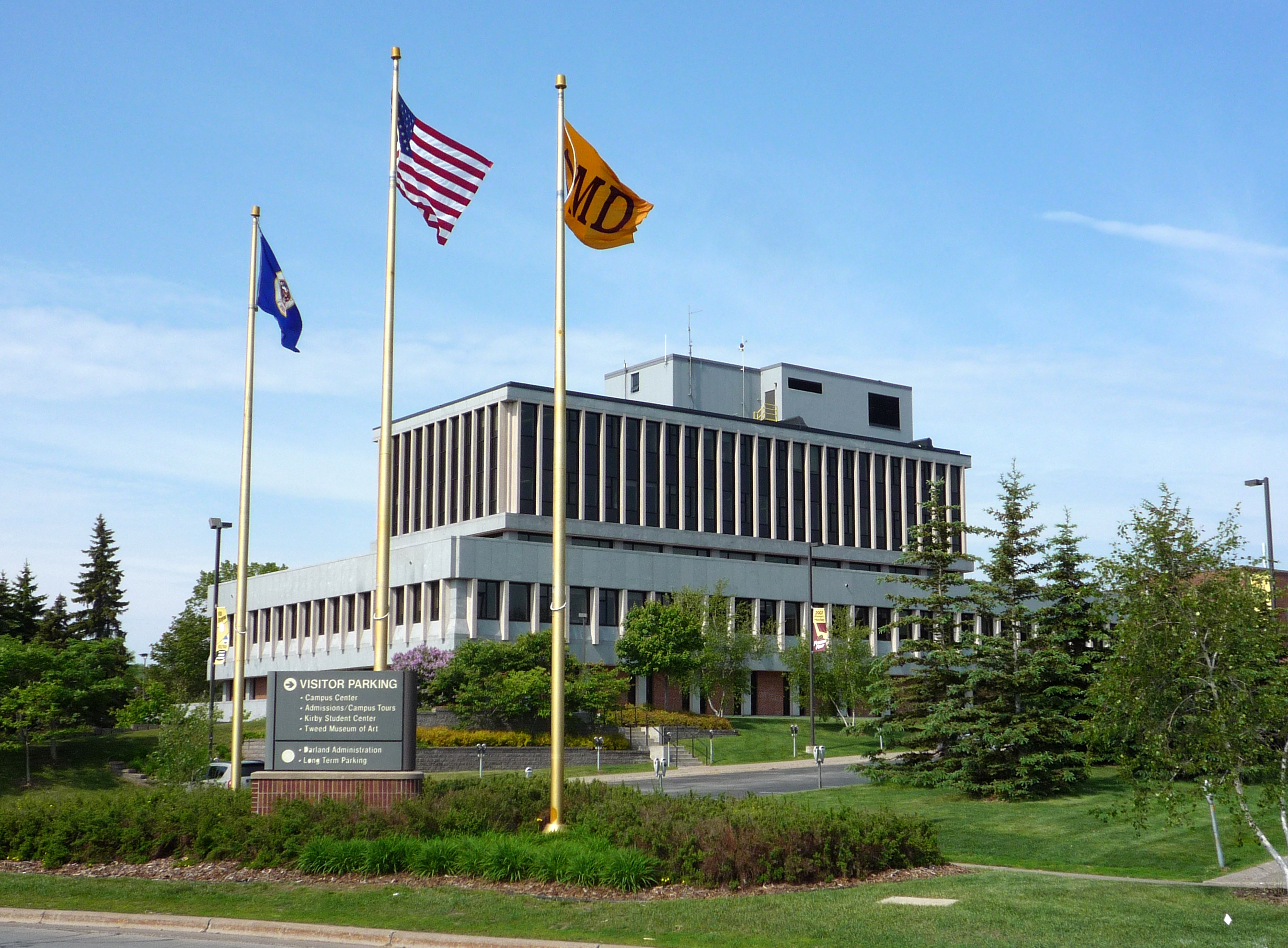
مبنى إدارة دارلاند

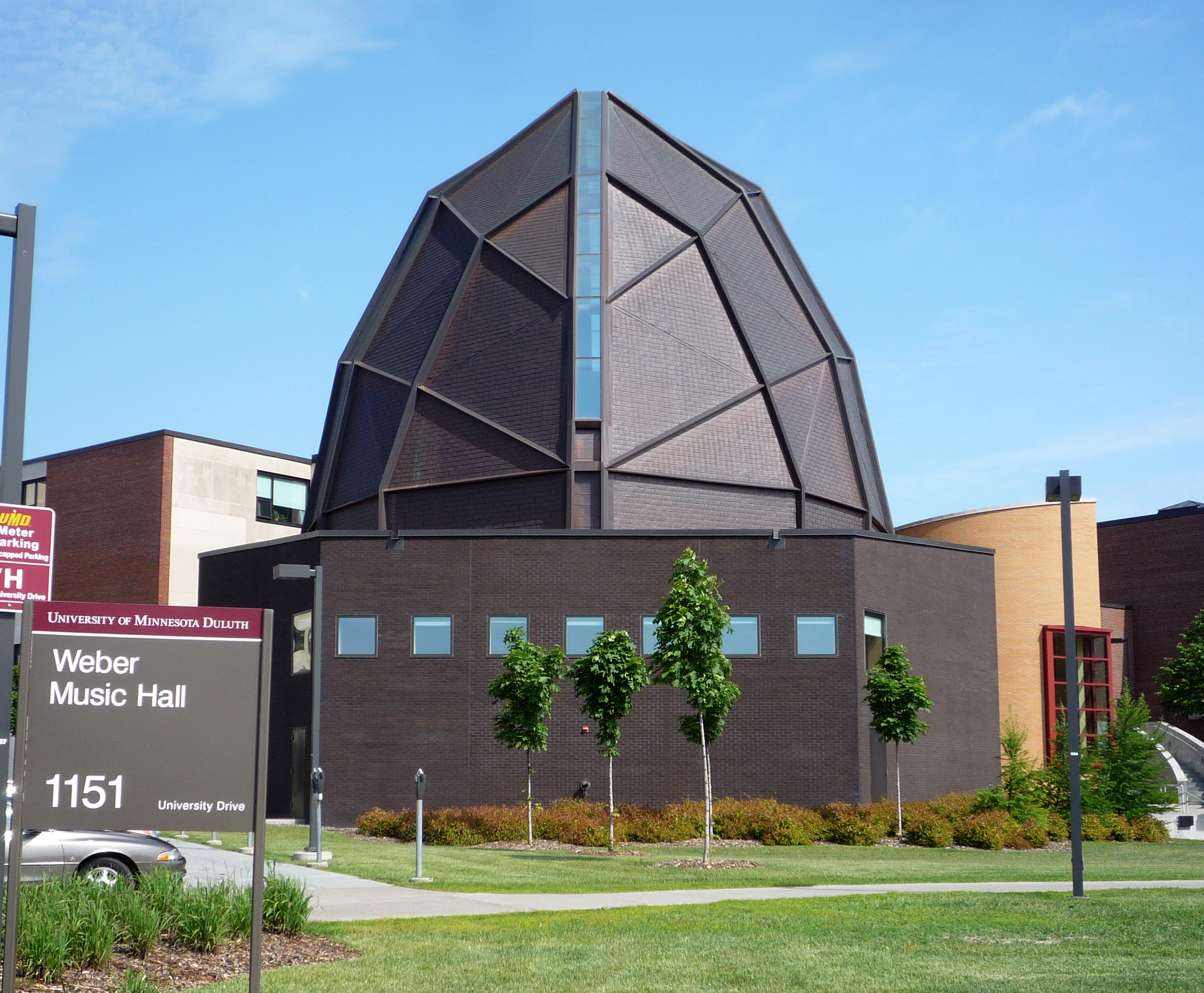
قاعة الموسيقى ويبر

### كيمياء هيكيلا ومبنى علوم المواد المتقدمة
الطوابق الثلاثة، 56000 قدم مربع. تم افتتاح مبنى هيكيلة للكيمياء وعلوم المواد المتقدمة (HCAMS) في عام 2019. سميت على اسم المحسنين كورت وبيت هيكيلة. مبنى HCAMS هو موطن لمركز المواد المتقدمة.

### جيمس الأول سوينسون مبنى الهندسة المدنية
تم الانتهاء من بناء المبنى الذي تبلغ مساحته 35300 قدم مربع وتبلغ تكلفته 12100000 دولار في عام 2010، وقد صممه روس بارني أركيتكتس من شيكاغو ، إلينوي. تم تصميم المبنى الجديد لبرنامج الهندسة المدنية لتعليم الطلاب المواد، وكيف يتعاونون معًا، وكيف يتقدمون في العمر، وكيف يعبرون عن القوى الكامنة في أي هيكل. يعبر الجزء الخارجي عن سمات المكان الذي يقوم فيه الطلاب بتصميم وبناء واختبار الهياكل لتحمل الضغوط والإجهاد. تتميز الواجهة بفولاذ كور-تن، مسبقة الصب ومصبوبة في مكانها، بلوك خرساني، وخزانات مغطاة بالخشب المسترجع. في يوم ممطر، يعد المبنى دليلاً على المكونات الهيدروليكية والطاقة الحركية، حيث يتدفق الماء من الغلايات ويتناثر في أحواض التجميع الفولاذية. حصل التصميم على العديد من الجوائز، بما في ذلك جائزة مشروع كوت العشرة الخضراء لعام 2013 من المعهد الأمريكي للمهندسين المعماريين.
صرحت لجنة التحكيم «هذا مثال لمباني الزفاف معًا التي تؤدي أداءً جيدًا ولكنها أيضًا غنية من الناحية الجمالية ومفيدة ثقافيًا ومفيدة وجميلة بطريقتها الخاصة. يحتوي المشروع على تعبير صادق للغاية عن المواد - من الواضح جدًا ما تم بناء هذا المبنى. إنه مبدع في تعبيره المعماري بطريقة منحوتة ونوعًا من الجرأة والصلبة مثل العلوم التي يتم دراستها في الداخل. كما أن خفض الطاقة بنسبة 77٪ تحت خط الأساس في مناخ دولوث القاسي أمر مثير للإعجاب».

### مركز مارشال للفنون المسرحية
تم بناء مركز مارشال للفنون المسرحية في سبعينيات القرن الماضي وهو عبارة عن مسرح مرن يتسع لـ 715 مقعدًا / بروسينيوم يقدم مجموعة من الأحداث المسرحية والرقصية تم تسميته على اسم والدي جوليا وكارولين مارشال وجيسيكا مارشال سبنسر (ألبرت وجوليا إن مارشال) الذين كانوا متبرعين للجامعة. تم تسمية مسرح دودلي التجريبي (مسرح الصندوق الأسود داخل MPAC) باسم متبرع آخر، مارجوري كونجدون دودلي.

### مارشال دبليو ألورث القبة السماوية
تم دعم بناء القبة الفلكية بواسطة مارشال الورث. نشأ ألورث في دولوث وحضر مدرسة دولوث الثانوية المركزية ولاحقًا كلية دارتموث. كما تبرع بأموال من أجل المنح الدراسية التي تقدر قيمتها اليوم بأكثر من 35 مليون دولار.
قبة مارشال دبليو ألورث السماوية بها 30 قدم (9.1 م) القبة، التي تتسع 65. يتم تسليم البرامج الفلكية من خلال آلة بصرية ميكانيكية سبيتز A3P ، ونظام عرض رقمي كامل القبة يعمل ببرنامج UniView® ، وصوت محيطي، وإضاءة LRGB LED قابلة للبرمجة. القبة السماوية هي موطن لتلسكوب دارلينج، وهو تلسكوب انكسار قياس 9 بوصات يخص جون إتش دارلينج .

### مبنى سوينسون للعلوم
تم الانتهاء من بناء المبنى في عام 2006، ويقع على الممر الرئيسي المؤدي إلى الحرم الجامعي الذي تبلغ مساحته 244 فدانًا ويحتوي على 108000 قدم مربع من مختبرات البحث والتدريس متعددة التخصصات للكيمياء وبيئة المياه العذبة والبيولوجيا ويخلق رابطًا بين المناطق الأكاديمية والسكنية في الحرم الجامعي. تم تصميم المبنى الجديد من قبل روس بارني المهندسين المعماريين في شيكاغو، إلينوي، ويوفر 16 مختبرًا تعليميًا جامعيًا لـ 2100 طالبًا، و 16 مختبرًا بحثيًا لأعضاء هيئة التدريس والباحثين ما بعد الدكتوراه، ومكاتب لأعضاء هيئة التدريس وطلاب الدراسات العليا والدراسات العليا، وإدارة أقسام الأحياء. إحدى الميزات الفريدة هي مختبر أبحاث الأرز البري الذي تم بناؤه في مستجمعات المياه مما أدى إلى إنشاء ساحة أمامية ومساحة تعلم خارجية.
تم تصميم المنطقة الخارجية لمبنى سوينسون للعلوم من قبل شركة هندسة المناظر الطبيعية. مع مفهوم «العلم على الشاشة»، اللعب على فكرة أن الرؤية هي الطريقة المثلى لفهم المفاهيم العلمية. تتميز المناظر الطبيعية بحديقة تجريبية للأراضي الرطبة بمياه العواصف وفصول دراسية خارجية ومسبح حديقة تجريبي ومختبرات خارجية. تشيد المزارع الأصلية بالشعوب الأصلية في مينيسوتا، حيث تعرض الحديقة المائية زراعة الأرز البري، وهو عنصر ثقافي أساسي لبعض الأمريكيين الأصليين في المنطقة. في عام 2007، فاز هذا المشهد بجائزة الشرف العامة للتصميم لعام 2007 من ASLA.

### متحف تويد للفنون
بدأ تاريخ متحف تويد للفنون في عشرينيات القرن الماضي عندما بدأ جورج وأليس تويد لأول مرة في جمع قطع من الفن الأمريكي والأوروبي التاسع عشر والعشرين  بما في ذلك أمثلة من مدرسة باربيزون الفرنسية  والتأثير الانطباعي على رسم المناظر الطبيعية الأمريكية. بعد وفاة السيد تويد في عام 1946، د. رأى تويد إمكانات مجموعة تويد كمورد للمجتمع. قامت بسخاء بتطوير التمويل للمبنى الحالي الذي تم تخصيصه في عام 1958.
يضم المتحف اليوم أكثر من 10000 عمل فني. تضم المجموعة فنانين من بينهم ديفيد إريكسون،  جيلبرت مونجر،  وإيستمان جونسون، وويليام هارت، وجون تواتشتمان، وهومر دودج مارتن، وشيلد هسام. جمع مدرسة نهر هدسون فالي، الخيالة شركة بوتلتش الملكية الكندية الشرطة،  جمع جلين C. نيلسون الفخار  والتحف الهندية الأميركية واسعة والأعمال الفنية  جمع وخصوصا يذكر. إلى جانب المجموعة الدائمة للمتحف، تستضيف تويد معارض تضم فنانين عالميين ومحليين.

### قاعة الموسيقى ويبر
تعتبر القاعة التي تم بناؤها في عام 2002 والتي صممها المهندس المعماري سيزار بيلي، «جوهرة» UMD. تتميز القاعة بأحدث الأجهزة الصوتية وتتسع لـ 350 شخصًا.

## المراكز والمعاهد والمختبرات البحثية
مكتب البحوث التجارية والاقتصادية (BBER):. 
مركز البحوث المجتمعية والإقليمية :
مركز التنمية الاقتصادية :
مركز دراسات الإبادة الجماعية والهولوكوست وحقوق الإنسان :
مركز دراسات رعاية الطفل الإقليمية والقبلية :
مركز المياه والبيئة :
معهد البحيرات الكبرى للبحوث (GLMRI) :
مرصد البحيرات الكبيرة (LLO) :
معمل MMAD :
برنامج منحة مينيسوتا البحرية :
معهد بحوث الموارد الطبيعية :
معمل أبحاث نورثلاند المتقدم لأبحاث أنظمة النقل :
معهد رويال د.الورث للدراسات الدولية :
مختبر سايف :
معمل التصور والتصوير الرقمي :

## الأكاديميون
تضم جامعة مينيسوتا دولوث 16 برنامجًا للحصول على درجة البكالوريوس مع 87 تخصصًا و 73 قاصرًا وبرامج دراسات عليا في 25 مجالًا.

## ألعاب القوى
تم تسمية فرق UMD الرياضية باسم Bulldogs في عام 1933. ألوانها كستنائي وذهبي. تتنافس المدرسة على مستوى NCAA Division II في مؤتمر Northern Sun Intercollegiate (NSIC) في جميع الألعاب الرياضية باستثناء هوكي الجليد. يلعب برنامج الهوكي للرجال في المؤتمر الوطني للهوكي الجماعي (NCHC) بعد أن لعب سابقًا في اتحاد الهوكي الغربي الجماعي (WCHA). لا يزال برنامج الهوكي النسائي يتنافس في القسم الأول من رابطة الهوكي الغربية.
في 13 ديسمبر 2008، فاز فريق Bulldogs الذي لم يهزم ببطولة NCAA Division II الوطنية لكرة القدم - أول بطولة من الدرجة الثانية في أي رياضة في المدرسة. في 18 ديسمبر 2010، فاز فريق Bulldogs بالبطولة الثانية NCAA Division II الوطنية لكرة القدم في فترة 3 سنوات، والثاني في تاريخ المدرسة بفوزه على جامعة ولاية دلتا .
في 9 أبريل 2011، هزم فريق هوكي الجليد للرجال في مينيسوتا دولوث بولدوجز جامعة ميشيغان 3-2 في الوقت الإضافي للقب الوطني لهوكي الرجال في NCAA ، وهو الأول لهم.
في 7 أبريل 2018، بعد أن كان فريق Bulldogs هو آخر فريق حصل على عرض كبير في البطولة، هزم فريق هوكي الجليد مينيسوتا دولوث بولدوجز نوتردام 2-1 لبطولة الهوكي الوطنية الثانية للرجال في NCAA. فاز الفريق بالبطولة الثانية على التوالي (والثالثة بشكل عام) في 13 أبريل 2019، بعد فوزه على جامعة ماساتشوستس أمهيرست 3-0.
فاز فريق هوكي الجليد النسائي في مينيسوتا دولوث بولدوجز بخمسة ألقاب وطنية من NCAA من القسم الأول (2001 و 2002 و 2003 و 2008 و 2010.)

### المرافق
تتنافس فرق UMD لكرة القدم وكرة القدم والمضمار والميدان في ملعب Griggs في ملعب James S. Malosky. يتم لعب الهوكي خارج الحرم الجامعي في Amsoil Arena في DECC. تلعب فرق كرة السلة والكرة الطائرة في Romano Gymnasium في الحرم الجامعي. تُلعب البيسبول في بولدوج بارك وتُلعب الكرة اللينة في ملعب جانكشن أفينيو

### الاخويات والجمعيات النسائية
هناك العديد من الأخويات والجمعيات النسائية التي يمكن لطلاب UMD الانضمام إليها. تشمل الجمعيات النسائية: Gamma Sigma Sigma و Beta Lambda Psi (نادي نسائي محلي) و Phi Sigma Sigma و Alpha Sigma Tau . تشمل الأخويات Phi Kappa Psi و Alpha Delta و Tau Kappa Epsilon و Phi Kappa Tau و Alpha Nu Omega (أخوية محلية، يجب عدم الخلط بينها وبين منظمة Alpha Nu Omega الوطنية). يجب أن يكون الطلاب عضوًا نشطًا في جمعية أخوية أو نادي نسائي في وضع جيد قبل الخدمة في المجلس اليوناني. يتم تشغيل نظام UMD اليوناني مثل مجلس الشيوخ حيث يتم تمثيل جميع المنظمات من قبل مندوبين. على الرغم من أن المجلس كان لديه خلافات مالية تتعلق برسوم العضوية مما أدى إلى مغادرة Alpha Phi Omega في خريف عام 2009، فقد عادوا منذ ذلك الحين. في أبريل 2013، تم نقل Alpha Phi Omega إلى Alpha Delta بسبب النزاعات على المستوى الوطني.

### برنامج الرياضة الترفيهية في الهواء الطلق (RSOP)
الرياضات الجماعية</br> كرة القدم، الكرة اللينة، الكرة الطائرة، العلم لكرة القدم، الفريسبي المطلق، البولينج، كرة الماء ذات الأنبوب الداخلي، كرة المكنسة، الهوكي (4 على 4)، كرة السلة (التسجيل المشترك، 3 على 3)، الشباك، الكرة الطائرة (4 على 4)
نوادي UMD الرياضية</br> هناك العديد من النوادي الرياضية التي تنظمها UMD والتي يمكن للرجال والنساء الانضمام إليها معًا. بعض النوادي تشمل: التزلج على جبال الألب، وركوب الدراجات، وتنس الريشة، وفريق الرقص، وفريق البهجة، والتزلج على الجليد، والتزلج على الجليد، والتزلج على الجليد، والتزلج على الجليد، وكاياك وزورق، وكرة الماء والمصارعة. نوادي الرجال الرياضية تشمل: لاكروس، الهوكي، الرجبي، كرة القدم، Ultimate Frisbee والكرة الطائرة. النوادي الرياضية النسائية: لاكروس، الهوكي، الرجبي، كرة القدم، Ultimate Frisbee والكرة الطائرة.
برامج خارجية</br> من الأمثلة على الرحلات السابقة ما يلي: التجديف في منطقة باونداري ووترز في منطقة القوارب البرية، وتسلق النصب التذكاري الوطني لبرج الشيطان في وايومنغ، والتنزه في جبال بوركوباين في ميشيغان. تضمنت الأحداث والسباقات في الحرم الجامعي في منطقة Bagley Nature Area في UMD مغامرة Rock Hill حيث يركض المشاركون أو يركضون بالزورق أو قوارب الكاياك و Homecoming 5K Trail Run.
اللياقة البدنيه</br> هناك مجموعة متنوعة من برامج اللياقة البدنية الجماعية في UMD. هذه البرامج مفتوحة للطلاب وأعضاء هيئة التدريس والموظفين وأعضاء المجتمع. تمنح تصاريح اللياقة الدخول إلى الفصول بما في ذلك؛ بوتس آند غوتس، كارديو ميكس، سيركيت سيتي، هيب هوب، كارديو كيك، بيلاتيس، بيلوجا، بامب آند تون، باور يوجا، سبين آند كور، ستيب، ستيب آند سكلبت، فينياسا يوجا، ويوجا ستريتش. يتوفر أيضًا العلاج بالتدليك والتدريب الشخصي والفرق الثلاثية والحركة في UMD.

## الخريجون المتميزون
قدم خريجو جامعة مينيسوتا دولوث مساهمات كبيرة في الحكومة والأعمال والعلوم وألعاب القوى والفنون. إيفون بريتنر سولون هي النائبة السابقة لحاكم ولاية مينيسوتا. شغل روبرت سنكلر منصب رئيس مجلس الإدارة والرئيس التنفيذي لمجموعة مجموعة سيكيوريان المالية. حصل بريان كوبيلكا على جائزة نوبل في الكيمياء لعام 2012. إميلي لارسون هي العمدة الحالي لدولوث ، مينيسوتا، ودون نيس هو العمدة السابق لدولوث ، مينيسوتا. أنتجت مينيسوتا دولوث أيضًا العديد من لاعبي الهوكي المحترفين بما في ذلك جون هارينجتون ومارك بافيليتش من فريق الهوكي الأولمبي المعجزة عام 1980، و NHL Hall of Famer ، بريت هال. أميت سنغال، عالم الكمبيوتر، قاد فريق البحث الأساسي في Google لمدة 15 عامًا.

## التبرعات الملحوظة

### جويل لابوفيتز
جويل لابوفيتز هو مؤسس شركة مشاريع لابوفيتز، وهي شركة استثمارية متنوعة مقرها في دولوث مع التركيز على صناعة الضيافة. سابقًا، كان جويل لابوفيتز رئيسًا ومديرًا تنفيذيًا لشركة موريس للملابس بالتجزئة التي أسسها والده موريس لابوفيتز عام 1931 في دولوث.

### جيمس سوينسون
تبرع جيمس سوينسون، خريج جامعة مينيسوتا دولوث ، بأكثر من 21 مليون دولار للمدرسة ، مع تبرعه الأخير بمبلغ 10.7 مليون دولار لكلية العلوم والهندسة. تم تخصيص 3 ملايين دولار من هذا المبلغ لمبنى الهندسة المدنية الجديد ، وتم تقديم 7.7 مليون دولار المتبقية كمنح دراسية للطلاب في برامج العلوم والبحوث. يساعد هذا التبرع في مواصلة دعم برامج المنح الدراسية التي بدأتها عائلة سوينسون في عام 1994. منذ بدء البرنامج ، قدمت UMD منحًا دراسية لأكثر من 200 طالب. بسبب تبرعاته السخية على مر السنين ، أعادت المدرسة تسمية كلية العلوم والهندسة لتصبح كلية سوينسون للعلوم والهندسة. قال سوينسون: «من الجيد أن يكون لدينا أسماء على المباني ، ولكن هناك الكثير من الامتنان لمساعدة هؤلاء الشباب». آل سوينسون هم من سكان سوبريور ، ويسكونسن ، وقد انتقلوا منذ ذلك الحين إلى كاليفورنيا. أكمل جيمس درجة البكالوريوس في الكيمياء عام 1959 في UMD. ثم عمل في صناعة الكمبيوتر مع متجر دائرته ، تفاصيل شركة ، والتي باعها في عام 1997. توفي جيمس في أكتوبر 2018.

## روابط خارجية
- موقع مينيسوتا دولوث لألعاب القوى